# Федорівка (Ізюмська міська громада)
Фе́дорівка — село в Україні, у Ізюмській міській громаді Ізюмського району Харківської області. Населення становить 248 осіб. До 2020 орган місцевого самоврядування— Бригадирівська сільська рада.

## Географія
Село Федорівка знаходиться на лівому березі річки Мокрий Ізюмець, вище за течією на відстані 2 км розташоване село Липчанівка, нижче за течією на відстані 3,5 км розташоване місто Ізюм, на протилежному березі річки розташовані села Іскра та Крамарівка, колишнє село Вербівка.

## Історія
12 червня 2020 року, розпорядженням Кабінету Міністрів України № 725-р «Про визначення адміністративних центрів та затвердження територій територіальних громад Харківської області», увійшло до складу Ізюмської міської громади.
19 липня 2020 року, в результаті адміністративно-територіальної реформи та ліквідації Ізюмського району, село увійшло до складу новоутвореного Ізюмського району.

## Економіка
- Молочно-товарна ферма.

## Населення
Згідно з переписом УРСР 1989 року чисельність наявного населення села становила 246 осіб, з яких 106 чоловіків та 140 жінок.
За переписом населення України 2001 року в селі мешкало 248 осіб.

### Мова
Розподіл населення за рідною мовою за даними перепису 2001 року:
| Мова       | Відсоток |
| ---------- | -------- |
| українська | 91,53 %  |
| російська  | 8,47 %   |